# Gradignan
Gradignan is een gemeente in het Franse departement Gironde (regio Nouvelle-Aquitaine). De gemeente telde 26.186 inwoners op 1 januari 2022. De plaats maakt deel uit van het gemeentelijk samenwerkingsverband Bordeaux Métropole en het arrondissement Bordeaux.

## Geschiedenis
De plaats ontstond in de 12e eeuw en bloeide dankzij de wijnbouw. Langs de Eau Bourde werden graanmolens gebouwd. De graven van Ornon resideerden in Gradignan. De priorij van Cayac was een halteplaats op een pelgrimsroute naar Santiago de Compostella. Na de 15e eeuw stopte de bloei van Gradignan. Pas in de 17e eeuw volgde een traag herstel. Rijke inwoners van Bordeaux bouwden buitenhuizen in Gradignan. Na de Franse Revolutie werden de priorij van Cayac en het kasteel van de graven van Ornon aangeslagen als nationaal goed.
In de 19e eeuw bleef de wijnbouw belangrijk tot de plaag van de druifluis aan het einde van de eeuw een einde maakte aan deze teelt. In de loop van de 19e eeuw kwam er industrie in de gemeente: een glasfabriek, een pottenbakkerij en een leerlooierij. Na 1950 begon de verstedelijking van de tot dan nog landelijke gemeente.

## Geografie
De oppervlakte van Gradignan bedroeg op 1 januari 2022 15,77 vierkante kilometer; de bevolkingsdichtheid was toen 1.660,5 inwoners per km².
De Eau Bourde stroomt door de gemeente.
De autosnelwegen A63 en A630 lopen door het noorden van de gemeente.
De onderstaande kaart toont de ligging van Gradignan met de belangrijkste infrastructuur en aangrenzende gemeenten.

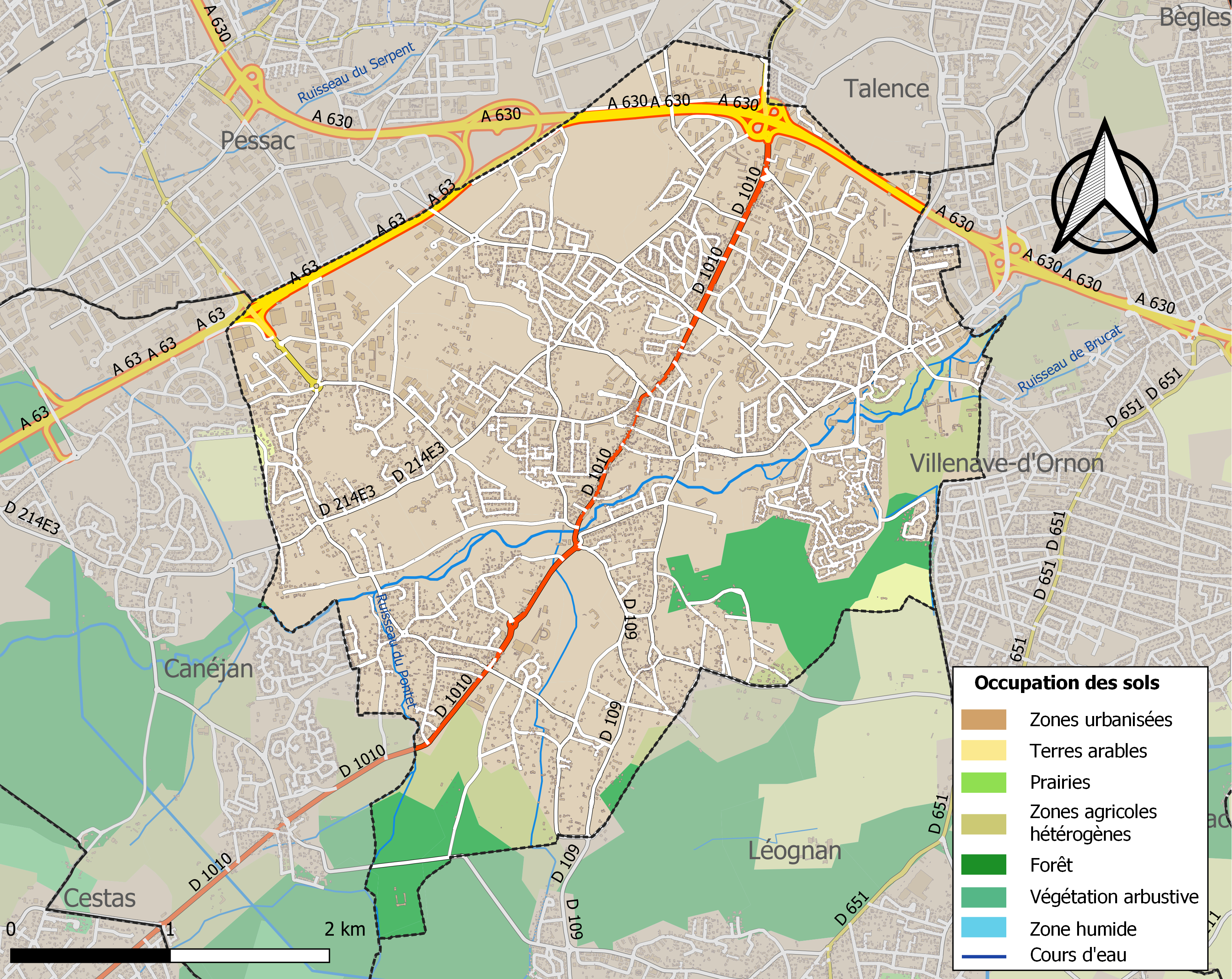

## Demografie
In 1954 telde de gemeente 4.807 inwoners. Daarna volgde een sterke bevolkingsgroei. Onderstaande figuur toont het verloop van het inwonertal (bron: INSEE-tellingen).

## Bezienswaardigheden

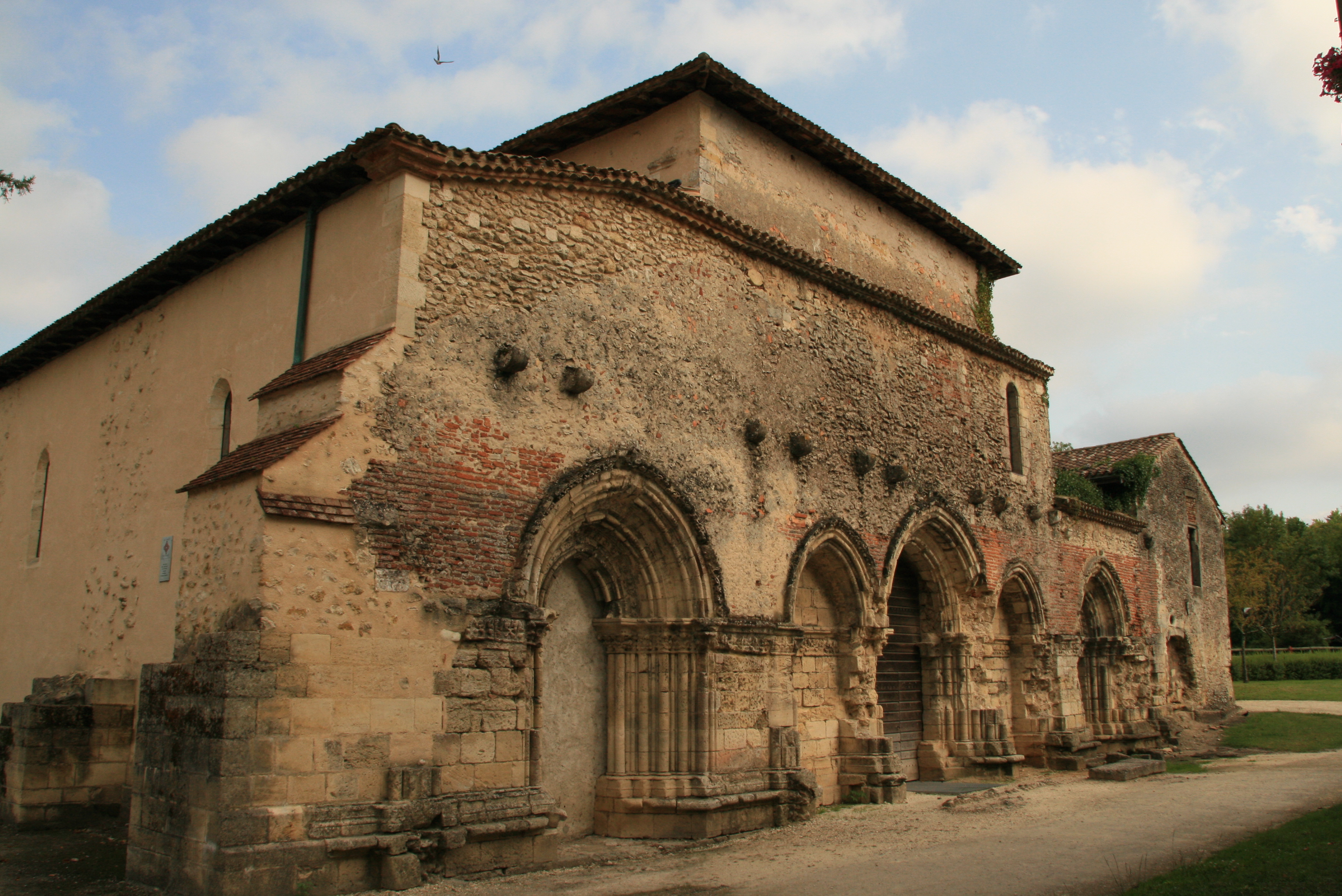
Priorij van Cayac

De priorij van Cayac werd gebouwd in de 13e eeuw en omvatte een hospitaal voor bedevaarders. De kerk en de gevel van het hospitaal bleven bewaard. In de 17e eeuw werd een kasteeltje gebouwd naast de priorij. Hiervoor werden de ruïnes van het hospitaal gebruikt als bouwmateriaal. De priorij beschikt ook over een watermolen op de Eau Bourde. De priorij werd afgeschaft na de Franse Revolutie en de gebouwen kenden daarna verschillende eigenaars. Een tijdlang was er een glasfabriek gevestigd. In 1979 verwierf de gemeente de site die daarna in verschillende fases werd gerestaureerd.

## Partnersteden
- Pfungstadt (Duitsland), sinds 1996